# Kalasan
Kalasan (en indonesio: Candi Kalasan), también conocido como Candi Kalibening, es un templo budista del siglo VIII en Java Central, Indonesia. Se encuentra a 13 km al este de Yogyakarta en el camino hacia el templo Prambanan, en el lado sur de la carretera principal 'Jalan Solo' entre Yogyakarta y Surakarta. Administrativamente, se encuentra en el distrito de Kalasan de Sleman Regency.

## Historia

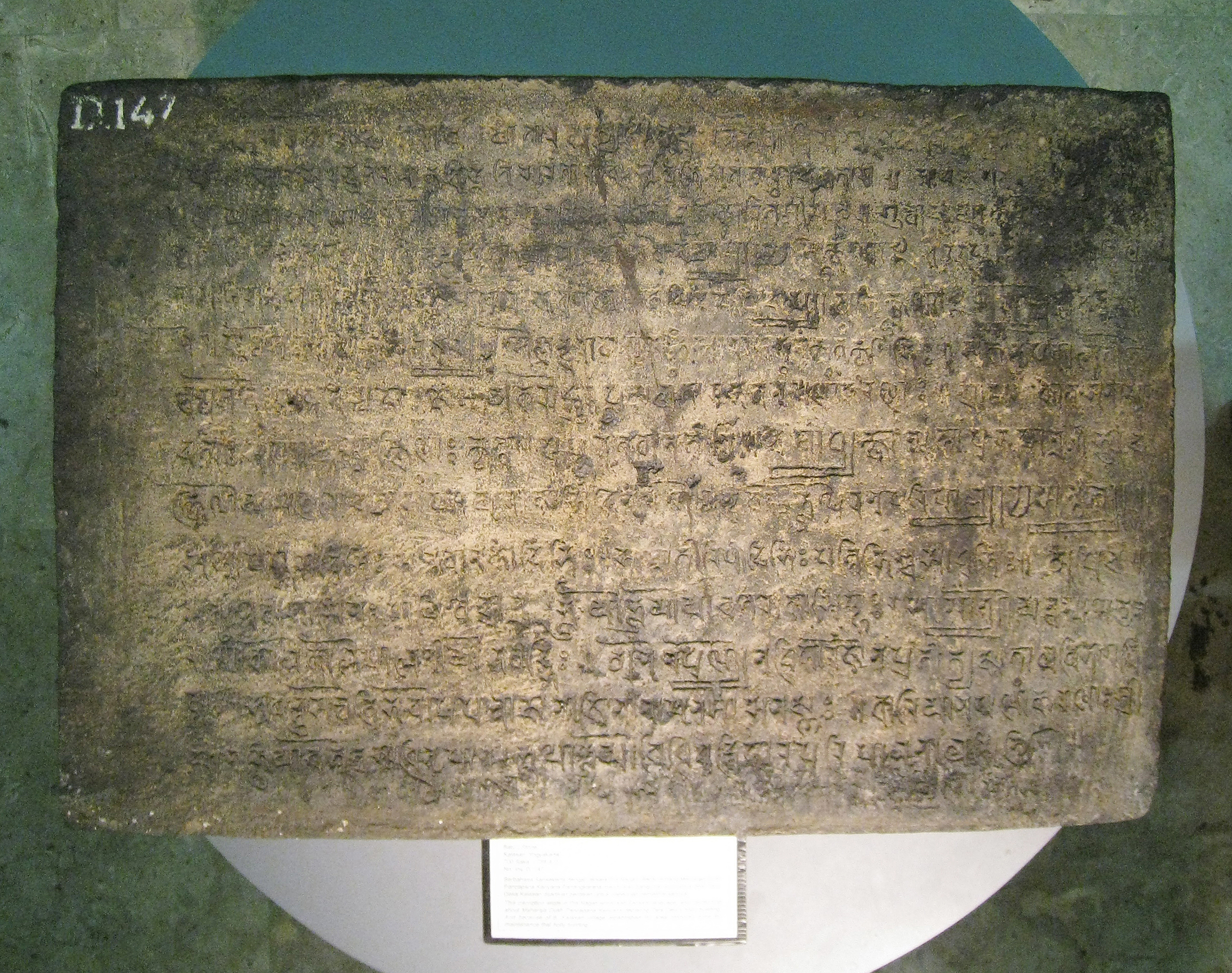
Inscripción Kalasan fechada en 700 Saka o 778 CE, escrita en sánscrito usando la escritura Pranagari.

Según la inscripción Kalasan fechada del 778, escrita en sánscrito y usando la escritura Pranagari, el templo fue erigido por la voluntad de Guru Sang Raja Sailendravamçatilaka (maestro del rey, familia de la dinastía Sailendra) que logró persuadir al maharajá Tejapurnapana Panangkaran, —nombrado en otra parte de la inscripción llamándolo Kariyana Panangkaran—, para construir Tarabhavanam, un edificio sagrado para la diosa Bodhisattva Tara, y también construir un vihara (monasterio) para monjes budistas del reino de la familia Sailendra. Panangkaran otorgó el pueblo de Kalaça a la sangha, comunidad monástica budista.
Según la fecha de esta inscripción, el templo de Kalasan es el más antiguo de los templos construidos en la llanura de Prambanan. A pesar de haber sido renovado y parcialmente reconstruido durante la época colonial holandesa, el templo se encuentra en malas condiciones, en comparación con otros templos cercanos, como Prambanan, Sewu y Sambisari.

## Arquitectura

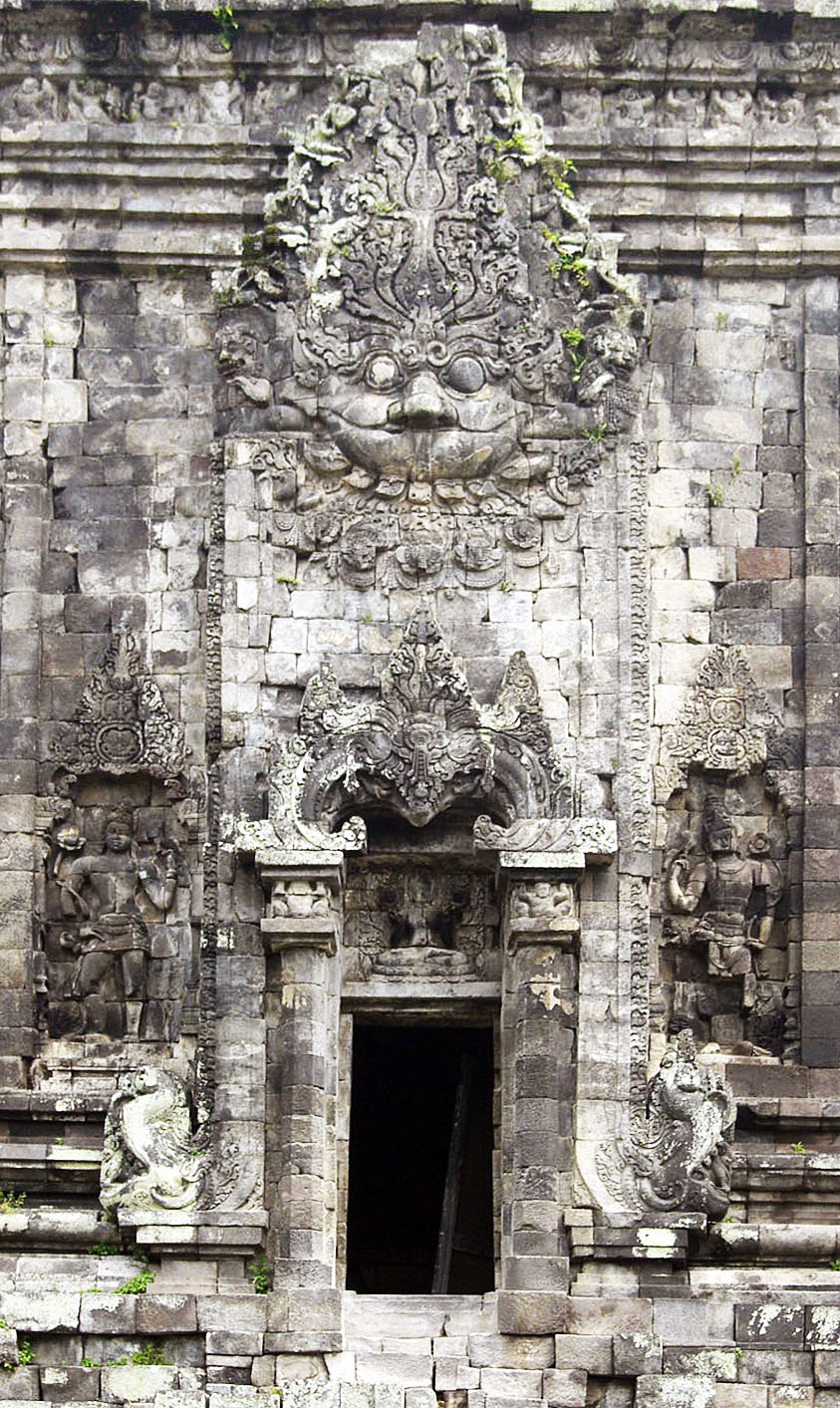
La cabeza de Kala gigante, en la puerta sur

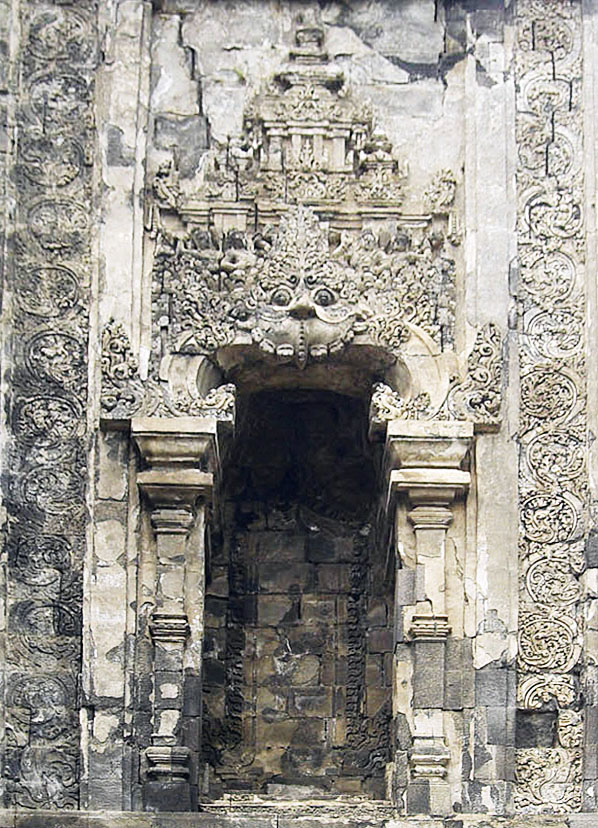
Uno de los nichos en la pared del templo adornado con tallas de Kala gigante y escenas de deidades.

El templo se encuentra en un subsuelo cuadrado de 14.20 metros. El plano tiene forma de cruz y está diseñado como un polígono de doce esquinas. Cada uno de los cuatro puntos cardinales tiene escaleras y puertas decoradas con Kala-Makara y habitaciones de 3.5 metros cuadrados. No se encuentran estatuas en las habitaciones más pequeñas orientadas al norte, al oeste y al sur; pero los pedestales de loto sugieren que las habitaciones alguna vez habían sostenido estatuas de Bodhisattvas. El templo está ricamente decorado con figuras budistas como el Bodhisattva y la gana. La cara del Kala sobre la puerta sur ha sido fotografiada y utilizada por una cantidad de académicos extranjeros en sus libros para dar una idea del arte en piedra de los artistas de Java Central de hace un milenio. Los nichos donde se habrían colocado las estatuas se encuentran dentro y fuera del templo. Los nichos adornaban una pared exterior intrincadamente tallada con Kala, dioses y divinidades en escenas que representan el suargá, el palacio celestial de los dioses, Apsarás y Gandharvas.
El techo del templo está diseñado en tres secciones. Los inferiores siguen dependiendo de la forma poligonal del cuerpo y contienen pequeños nichos con estatuas de boddhisatvas sentados en loto. Cada uno de estos nichos está coronado con estupas. La parte media del techo es de forma octogonal. Cada uno de estos ocho lados adornados con nichos contiene la estatua de uno de los cinco Budas Dhyani flanqueada por dos boddhisatvas en pie. La parte superior del techo es casi circular y también tiene 8 nichos coronados con una única estupa grande. El aspecto octogonal de la estructura ha llevado a la especulación de elementos no budistas en el templo, similar a algunas interpretaciones de la estructura de Borobudur primigenio.
El templo está orientado al este, con la habitación oriental que también sirve como acceso a la sala central principal. En la sala principal más grande hay un pedestal de loto y un trono tallado con figuras de makara, león y elefante, similares a los funerales del trono de Buda Vairochana en el templo de Mendut. De acuerdo con la inscripción Kalasan, el templo una vez albergó la estatua grande —probablemente de 4 metros de altura— del Bodhisattva Tara. Por el diseño del trono, muy probablemente la estatua de la diosa estaba en posición sentada y hecha de bronce. Ahora falta la estatua, probablemente ha sufrido el mismo destino que la estatua de bronce de Buda en el templo Sewu, habrá sido saqueada por chatarra durante siglos.
En la pared exterior del templo se encontraron los restos de yeso llamados vajralepa (lit: yeso de diamante). La misma sustancia también se encuentra en el cercano templo de Sari. El yeso blanco amarillento se aplicó para proteger la pared del templo, aunque con el paso del tiempo el yeso se ha desgastado.
El templo está ubicado en una planicie de Prambanan rica en recursos arqueológicos. A unos cientos de metros al noreste del templo de Kalasan, se encuentra el templo de Sari. Candi Sari probablemente fue el monasterio mencionado en la inscripción Kalasan. Más al este se encuentra el complejo Prambanan, el templo Sewu y el templo Plaosan.